# Dành dành Trung Bộ
Dành dành Trung Bộ (danh pháp: Gardenia annamensis) là một loài thực vật có hoa trong họ Thiến thảo. Loài này được Pit. mô tả khoa học đầu tiên năm 1923.